# Anna Wende-Surmiak
Anna Irena Wende-Surmiak z domu Pawłowska (ur. 11 kwietnia 1957 w Zakopanem) – polska filolog romańska, muzealniczka i tłumaczka. W latach 2012–2022 dyrektor Muzeum Tatrzańskiego w Zakopanem, w latach 2015-2022 prezes Międzynarodowego Związku Muzeów Górskich. 

## Życiorys
Urodziła się i wychowała w Zakopanem. Jest absolwentką Instytutu Lingwistyki Stosowanej Uniwersytetu Warszawskiego i Podyplomowych Studiów Muzeologicznych Uniwersytetu Jagiellońskiego. Pracowała jako tłumaczka, a także nauczycielka języka francuskiego w Liceum Społecznym w Zakopanem. W 2007 rozpoczęła pracę  w Muzeum Tatrzańskim. Początkowo zajmowała się kontaktami międzynarodowymi, następnie została kierownikiem Działu Edukacji i Promocji. Zajmowała się m.in. promocją Muzeum, była inicjatorką Nocy Muzeów w Zakopanem, zainicjowała współpracę Muzeum Tatrzańskiego z Narodowym Muzeum Górskim w Turynie. W 2012 w drodze konkursu została powołana przez Marszałka Województwa Małopolskiego Marka Sowę, na stanowisko dyrektora po odchodzącej na emeryturę Teresie Jabłońskiej, funkcję tę pełniła do 31 października 2022 kiedy to przeszła emeryturę. Podczas 10 letniej dyrekcji Anny Wende-Surmiak Muzeum Tatrzańskie w Zakopanem uzyskało status Muzeum Narodowego. Doprowadziła ona także do remontu wszystkich oddziałów muzeum. Ponadto za jej dyrekcji rozpoczęto budowę nowego oddziału Muzeum Palace, które będzie muzeum martyrologicznym.Od roku 1998 jest członkiem zarządu Fundacji Antoniego Rząsy w Zakopanem.

## Życie prywatne
Pochodzi z rodziny o bogatych tradycjach tatrzańskich. Jest córką Tadeusza Pawłowskiego(1910-1992), znanego taternika i alpinisty i Ireny (1925-2004), oboje pochowani na Cmentarzu Zasłużonych na Pęksowym Brzyzku. Jej przyrodni brat Marek Pawłowski (ur. 1948) również jest związany z regionem tatrzańskim jako przewodnik tatrzański i wieloletni zarządca Schroniska PTTK w Dolinie Roztoki. Ma dwóch synów; z pierwszego małżeństwa Jakuba Wende zaś z drugiego Piotra Surmiaka. Jej obecny mąż Jerzy Surmiak jest przewodnikiem tatrzańskim i instruktorem narciarstwa.

## Odznaczenia i nagrody
- Nagroda Burmistrza Miasta Zakopane (2021)[14]
- Złoty Medal „Zasłużony Kulturze Gloria Artis” (2022)[15]
- Złota Odznaka Honorowa Województwa Małopolskiego – Krzyż Małopolski (2023)[16]

## Tłumaczenia
- Paul de Saint-Hilaire(inne języki),  Tajemny świat labiryntów, Warszawa : Czakra, 1994, ISBN 83-86098-02-3.
- Roger de Lafforest(inne języki), Prawa szczęścia, Warszawa : Czakra, 1994, ISBN 83-86098-00-7.